# Wrodzone limfangiektazje płucne

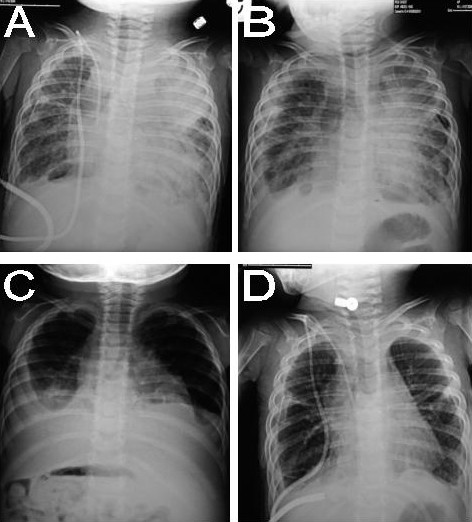
Limfangiektazje płucne w obrazie RTG w projekcji AP

Wrodzone limfangiektazje płucne (łac. lymphangiectasis pulmonum, ang. congenital pulmonary lymphangiectasia, PL) – rzadkie zaburzenie rozwojowe płuc, polegające na poszerzeniu podopłucnowych, miąższowych i towarzyszących naczyniom krwionośnym naczyń limfatycznych płuc. Częstość schorzenia nie jest znana. Choroba objawia się w okresie noworodkowym ciężką niewydolnością oddechową, tachypnoe i sinicą, i wiąże się z bardzo wysokim współczynnikiem śmiertelności w ciągu pierwszych godzin po urodzeniu. Większość przypadków opisanych w piśmiennictwie była sporadyczna, a etiologia zaburzenia nie jest dobrze wyjaśniona. Sugerowano, ze istotą choroby jest zahamowanie prawidłowej regresji naczyń limfatycznych płuca płodu, fizjologicznie zachodzącego od 20. tygodnia życia płodowego. Wtórne limfangiektazje płucne mogą być spowodowane wrodzonymi wadami serca. Rozpoznanie powinno opierać się na dokładnym wywiadzie rodzinnym i ginekologicznym, badaniu radiologicznym, badaniu USG i MRI, limfoscyntygrafii, testach czynnościowych układu oddechowego, biopsji płuca, bronchoskopii i badaniu płynu wysiękowego z jamy opłucnej. W okresie prenatalnym, limfangiektazje płucne powinno się podejrzewać w każdym przypadku hydrops fetalis. Badanie USG jest podstawą przedurodzeniowej diagnostyki PL. Po urodzeniu, niemal zawsze leczenie niewydolności oddechowej polega na mechanicznej wentylacji płuc i drenażu płynu z jamy opłucnej. W okresie dzieciństwa często niezbędna jest tlenoterapia i leczenie objawowe nawracającego kaszlu, niekiedy potrzebny jest przedłużony drenaż jamy opłucnej. Postępy w wyjaśnieniu przyczyn choroby i w jej leczeniu poprawiły jej rokowanie w ostatnich latach. Pacjenci z wrodzonymi limfangiektazjami płucnymi, którzy przeżywają okres dzieciństwa, przez resztę życia wykazują objawy przewlekłej choroby płuc. 

## Etiologia
Ze względu na etiologię, wrodzone limfangiektazje płucne można podzielić na pierwotne i wtórne.
Przyczyny pierwotne
- Pierwotne zaburzenie rozwojowe płuc
- Nieprawidłowa regresja naczyń limfatycznych płuca płodu (20. tydzień ciąży)
- Poszerzenie światła naczyń chłonnych płuc
- Mogą współistnieć hemihipertrofia i obrzęk limfatyczny
- Zespoły wad wrodzonych

Przyczyny wtórne:
- Zespół hipoplazji lewego serca
- atrezja żył płucnych
- Wrodzona stenoza zastawki mitralnej
- serce trójprzedsionkowe
- Agenezja przewodu piersiowego
- Postacie zaporowe
- Infekcje